# Varèse Sarabande
Varèse Sarabande is een Amerikaans platenlabel dat gedistribueerd wordt door Universal Music Group en gespecialiseerd is in filmmuziek en soundtrack opnames. Met in het bijzonder richt het platenlabel zich op zeldzame of niet beschikbare heruitgave van muziekalbums. Ook worden nieuwe album releases uitgebracht van artiesten die niet meer onder een contract staan. De herkomst van de naam van het label werd afgeleid uit een combinatie van de achternaam van de Frans componist Edgard Varèse en de muzikale term Sarabande.
Oorspronkelijk werd het label in 1972 opgericht onder de naam Varèse International, met als eerste langspeelplaat genaamd Lumiere van Dub Taylor. Het label was bedoeld als avant-garde classical-label. De oprichters en eigenaren Dub Tayler en Chris Kuchler bereiden het genre klassieke muziek uit met jazz, filmmuziek/soundtracks en andere genres. In 1977 kwam een samenwerking met Tom Null's Sarabande Records tot stand met Varèse International en werd de naam veranderd in Varèse Sarabande Records. Uitgaves van bekende componisten zijn onder meer Alexandre Desplat, Brian Tyler, Marco Beltrami, John Powell en Michael Giacchino. Het duizendste album werd in 2010 uitgebracht.